# 8425-ös mellékút (Magyarország)
A 8425-ös számú mellékút egy szűk 7 kilométer hosszú, négy számjegyű országos közút Győr-Moson-Sopron vármegye területén, Szany és Vág településeket kapcsolja össze egymással.

## Nyomvonala
Szany központjában ágazik ki a 8408-as útból, annak 17+600-as kilométerszelvénye táján, nyugat felé, Széchenyi út néven; a belterületet körülbelül egy kilométer után hagyja el. A negyedik kilométere előtt egy rövid szakaszon érinti Szil déli határszélét, illetve elhalad Szil, Szany és Rábasebes hármashatára mellett, majd szűk egy kilométeren át ez utóbbi község lakatlan külterületei között folytatódik. 4,9 kilométer után kiágazik belőle dél felé a 84 133-as út – ez vezet Rábasebes központjába –, és ugyanott átlép Vág közigazgatási területére. Utolsó körülbelül fél kilométeres szakaszát e település házai között teljesíti, Kossuth Lajos utca néven; így ér véget, beletorkollva a 8426-os útba, kevéssel annak a 4+850-es kilométerszelvénye előtt.
Teljes hossza, az országos közutak térképes nyilvántartását szolgáló kira.gov.hu adatbázisa szerint 6,973 kilométer.

## Települések az út mentén
- Szany
- (Szil)
- (Rábasebes)
- Vág